# NGC 5101
NGC 5101 (другие обозначения — ESO 508-58, MCG −4-32-8, UGCA 351, AM 1319—271, IRAS13190-2709, PGC 46661) — линзовидная галактика в созвездии Гидра.
Этот объект входит в число перечисленных в оригинальной редакции «Нового общего каталога».
В галактике вспыхнула сверхновая SN 1986B типа I. Её пиковая видимая звёздная величина составила 17.